# Monedas conmemorativas de euro

UE eurozona (16)
Estados de la UE obligados a unirse a la eurozona (9)
Estado de la UE con una opción de participar en la eurozona (1 - Reino Unido)
Áreas fuera de la UE que usan el euro mediante acuerdo (5)
Áreas fuera de la UE que usan el euro sin acuerdo (4)

Este artículo cubre las emisiones de monedas conmemorativas de euro con la categoría "monedas de coleccionista". Incluye además algunos raros ejemplares de monedas bimetálicas de coleccionismo (Titanio, Niobio, etc.).
La Unión Europea distingue 2 categorías de monedas conmemorativas en euros:
- Las monedas conmemorativas oficiales de curso legal en toda la eurozona. Estas monedas tienen siempre un valor facial de 2€ y son idénticas a las monedas de 2 euros comunes, de curso legal en toda la eurozona, variando únicamente la cara nacional del país que las emite por el motivo de la conmemoración. Véase Monedas conmemorativas de 2 euros para las monedas conmemorativas en curso legal.
- Las monedas de coleccionista, emitidas normalmente en metales preciosos (oro o plata) y con un valor real de mercado superior a su valor facial, puesto que estas monedas están destinadas al coleccionismo numismático. Estas monedas solo son de curso legal en el país que las emite. Su diseño es libre, pero deben distinguirse fácilmente de las monedas oficiales de la eurozona y tener un valor facial distinto.

## Monedas de colección españolas
En España hay 10 valores de monedas de colección y 2 materiales con los que se fabrican:
- 400€: Oro
- 300€: Oro y Plata
- 200€: Oro
- 100€: Oro
- 50€: Plata
- 30€: Plata
- 20€: Oro y Plata
- 12€: Plata
- 10€: Plata
- 5 €: Plata

En este enlace se muestran todos los nombres, fecha, anverso y reverso y número de ejemplares de las monedas de colección españolas clasificadas por materiales: http://www.bde.es/f/webbde/EYC/billemone/euro/monedas/ficheros/es/Monedas_de_Coleccion.pdf

## Monedas de colección portuguesas
En Portugal hay 4 valores de monedas de colección, todas en plata:
- 10€: Plata
- 8€: Plata
- 5€: Plata
- 2,5€: Plata

El listado completo de las monedas de colección portuguesas se encuentra en: http://www.bportugal.pt/

## Monedas de colección alemanas
En Alemania hay 3 valores de monedas de colección y 2 materiales con los que se fabrican:
- 200€: Oro
- 100€: Oro
- 10€ : Plata

El listado completo de las monedas de colección de 10€ está en: https://web.archive.org/web/20071012121802/http://www.bundesbank.de/download/bargeld/pdf/10_euro_gedenkmuenzen.pdf

## Monedas de colección austriacas
En Austria hay 6 valores de monedas conmemorativas y 2 materiales con los que se fabrican:
- 100€:Oro
- 50€ :Oro
- 25€ :Plata
- 20€ :Plata
- 10€ :Plata
- 5€  :Plata